# ボラ (地質)
ボラは、九州の大隅半島北部に見られる軽石からなる土壌。桜島や霧島山などの火山活動による噴出物を起源とする。「ボラ」の名称は、地元で「役に立たない」あるいは「腑抜け」を意味する言葉に由来する。

## 性質
二酸化ケイ素と酸化アルミニウムを主成分とした軽石であり、粒の内部に気孔を含んでいる。平均粒径は1 - 2センチメートル以下であるが、中には粒径5センチメートル以上の軽石粒も含まれている。保水力が低く肥料を保持しないために農業に適さない反面、水はけが良い性質を活かして盆栽や鉢植えの鉢底石・鉢底土として利用されることがある（「日向土」として流通している）。

## 起源と分布
広義では九州南部に分布する軽石からなる地層群を指すが、狭義では特に桜島や霧島山などの新期火山活動によって噴出した軽石層群を指す。主な地層として4 - 5層が確認されており、上から大正ボラ、安永ボラ、霧島ボラと呼ばれる。平坦地に多く分布しているが、角度が20度以上になる傾斜地では雨に流されてほとんど残っていない。
大正ボラ
桜島の大正大噴火（1914年）で噴出した軽石を起源とする。鹿児島市桜島、垂水市北部、鹿屋市北部、曽於市南部など東西50キロメートル、南北12キロメートルにわたって分布する。噴出直後の分布は桜島に近づくほど厚みを増し、垂水市付近では最大1メートルに達していたが、後に雨水による流出や除去事業が行われるなどしており原形をとどめていない。
安永ボラ
桜島の安永大噴火（1779年）で噴出した軽石が起源とされているが、文明噴火（1468年）との説もある。鹿児島市桜島、霧島市東部、曽於市北部、都城市など東西50キロメートル、南北12キロメートルにわたって分布する。桜島に近づくほど厚みを増し、霧島市東部では最大60センチメートル以上に達する。
霧島ボラ
霧島山新燃岳の享保噴火（1716年）で噴出した軽石が起源とされている。都城市と小林市付近に分布する。
御池ボラ
3000年前、霧島山東端にある御池から噴出した軽石が起源とされている。御池軽石とも呼ばれる。

## 除去事業
農業の障害となるため、昭和30年代までに多くの農地で「ボラ抜き」と呼ばれる除去事業が行われた。取り除かれたボラを堤状に盛り上げて防風用としている地域もある。